# Pierre Danet

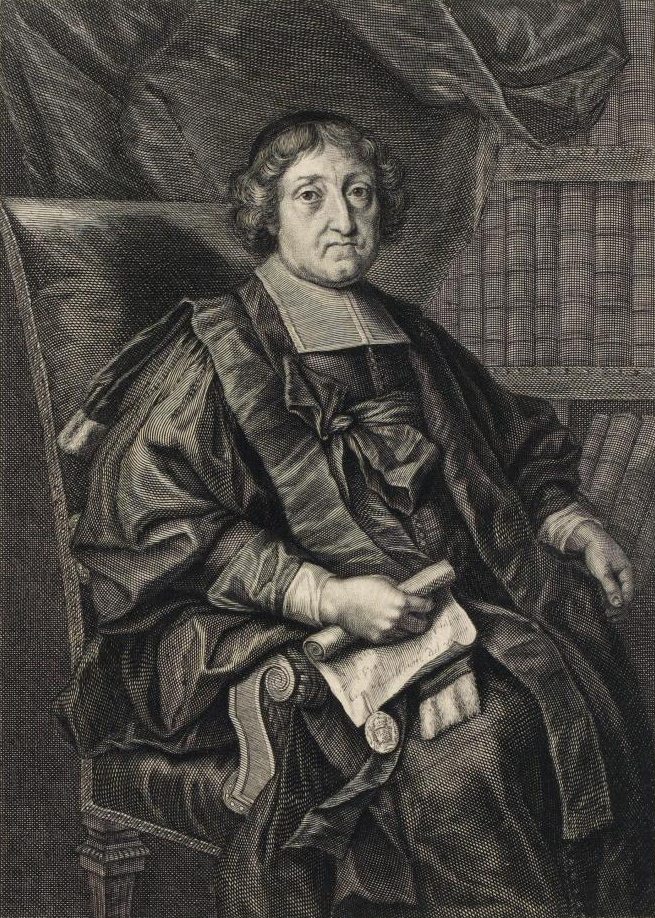
Pierre Danet

Pierre Danet (* 1650 in Paris; † 1709) war ein französischer Kleriker, Latinist, Hellenist, Romanist und Lexikograf.
Danet wurde 1668 von Charles de Sainte-Maure, Herzog von Montausier (1610–1690), dem Erzieher von  Louis de Bourbon, dauphin de Viennois, in das Herausgeberteam der Ausgaben ad usum Delphini berufen. 1673 erscheint er als „Magister Petrus Daneticus academicus“, ab 1677 als „Petrus Danetius Academicus, abbas Sancti Nicolai Virdunensis“ (Abt von  Saint-Nicolas in Verdun).

Die Wörterbücher des Pierre Danet erlebten im 18. Jahrhundert zahlreiche Auflagen und Bearbeitungen und dienten als Basis für mehrere Wörterbücher mit europäischen Sprachen.

## Schriften
- Dictionarium novum latinum et gallicum, Paris 1673, 1680; Magnum Dictionarium latino-gallicum, Paris 1691, 1696, 1704, Lyon 1708, 1712, 1726, 1739, Amsterdam 1711
- Nouveau Dictionnaire françois et latin, enrichi des meilleures façons de parler en l’une et l’autre langue, composé par l’ordre du Roy pour Monseigneur le Dauphin, Paris 1683, 1687, 1700, 1707; Grand dictionnaire français et latin, Amsterdam 1710, Lyon 1713, 1721, 1735, 1737, Toulouse 1731, 1754, Paris 1972
- Radices seu dictionarium linguae latinae in quo singulae voces suis radicibus subjiciuntur, Paris 1677
- Dictionarium antiquitatum romanarum et graecarum, Paris 1698, Amsterdam 1701